# Pockenausbruch in Meschede
Der Pockenausbruch in Meschede (Sauerland) war 1970 einer der letzten größeren Ausbrüche von Pocken in Deutschland. Er erregte bundesweit Aufmerksamkeit und löste erhebliche Sorgen in der Bevölkerung aus. Die Einschleppung erfolgte durch einen Reiserückkehrer aus Asien.

## Ursprung der Infektion

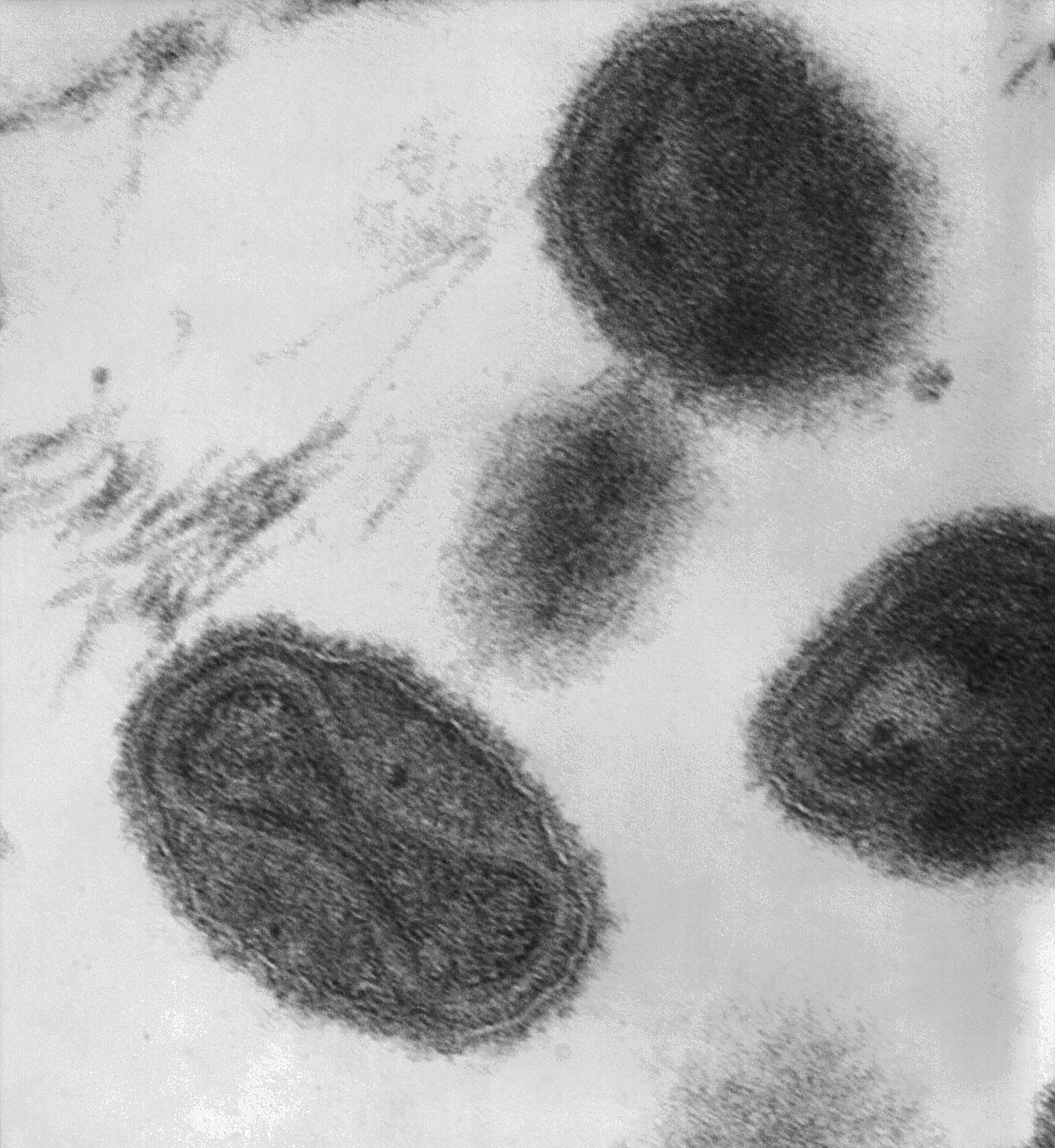
Pockenviren mit äußerer Virushülle und zusätzlich innenliegender, sanduhrförmiger Membranstruktur, TEM-Aufnahme

Die Pocken waren in Deutschland durch eine breite jahrzehntelange Impfpflicht weitgehend ausgerottet. Durch Reisende eingeschleppt, kamen die Pocken nach 1945 insgesamt zwölf Mal lokal begrenzt vor. Im Jahr 1970 betraf es die Stadt Meschede im Sauerland. Ein junger Mann brachte die Krankheit von einem Asienaufenthalt mit. Es handelte sich um eine Gruppenreise mit einem Kleintransporter über Jugoslawien, die Türkei, Iran, Afghanistan nach Pakistan und Indien zusammen mit Mitgliedern der Kommune Eulenbaum aus Bochum. Auf dieser Reise erkrankte der junge Mann an Gelbsucht. Er musste wahrscheinlich einige Zeit ohne Unterkunft auf der Straße zubringen und steckte sich dort mit den Pocken an. Mit Unterstützung der deutschen Botschaft in Karatschi oder mit Hilfe seiner Eltern kam er nach Deutschland zurück. Der Überträger war vor der Reise nicht gegen Pocken geimpft worden, weil er als Allergiker zu einer Risikogruppe gehörte. Vor Antritt der Reise hatte er sich in München und dann noch einmal in Istanbul impfen lassen. Als er dort die Impfbescheinigung erhalten hatte, verzichtete er auf eine Überprüfung des Impferfolgs, die bestätigt hätte, dass die Impfung angeschlagen hatte. Möglicherweise erfolgte die Untersuchung doch, war aber nicht ausreichend. Später ließ er sich, wie vorgesehen, ein drittes Mal impfen.

## Verlauf
Der junge Mann kam im Dezember 1969 zurück nach Meschede und begab sich wegen hohen Fiebers in das Mescheder Walburgakrankenhaus, das bereits wegen einer Grippeepidemie für Besucher gesperrt war. Damit waren Verbreitungsmöglichkeiten eingeschränkt. Die Ärzte waren sich über die Ursache der Erkrankung unsicher und brachten den Patienten vorsorglich in der Isolierstation unter. Anfangs ging man von Typhus aus. Der spätere Verdacht auf eine Pockeninfektion wurde vom Hamburger Tropeninstitut und vom bayerischen Impfamt bestätigt. Es begannen hektische Aktivitäten der Behörden, die den Pockenalarmplan des Landes Nordrhein-Westfalen in Gang setzten. Eine Gruppe von Fachärzten um Hellmut Ippen, dem Leiter der Landesimpfanstalt, und Karl-Heinz Richter von der Universitätsklinik Düsseldorf erarbeitete Gegenmaßnahmen, die zunächst auch erfolgreich waren.
Der Patient wurde in einem Spezialtransport in die kurz vorher auf Pockenbehandlung spezialisierte Station des Herz-Mariä-Krankenhauses der Steyler Missionsschwestern in Wimbern verlegt. In dieselbe Klinik wurden auch eine Anzahl von Kontaktpersonen gebracht. Es waren Familienangehörige, Bekannte sowie Ärzte und Mitarbeiter des Krankenhauses in Meschede. Hinzu kamen Kontaktpersonen zweiten Grades. Die Station selbst war daher bald überfüllt. Später wurden in Jugendherbergen, einem Landschulheim (Haus Dortmund bei Meschede) und vergleichbaren Einrichtungen weitere provisorische Isolierstationen eingerichtet. Die Kontaktpersonen wurden sofort geimpft. Auch bestand ein Impfangebot für die Bevölkerung. Das Verlassen der zugewiesenen Unterkünfte und Isolierstationen war strikt untersagt. Es wurden Schilder mit der Aufschrift „Pocken-Sperrbezirk – Zutritt verboten!“ aufgestellt. Die Zufahrtswege und Zufahrtsstraßen wurden gesperrt.
Der erste Patient lag zehn Tage in bedenklichem Zustand, bis eine Besserung eintrat. Nunmehr immunisiert, half er bei der Betreuung der übrigen Patienten. Allerdings erkrankten ein kleines griechisches Mädchen aus Meschede und eine Pflegerin. Die Pflegerin hatte sich über einen Speiseaufzug, der mit der Quarantänestation verbunden war, angesteckt. Dies blieb längere Zeit unklar. Erst eine Untersuchungskommission aus Spezialisten konnte den Übertragungsweg klären. Die Pflegerin wurde nach Wimbern gebracht, wo sie am 29. Januar starb. Weiter erkrankten ein Pater der Abtei Königsmünster und eine Frau aus Velmede. Bei dem Pater verlief die Erkrankung mild. Es kam zu weiteren Erkrankungen. Ende Januar 1970 waren 55 Personen in Quarantäne. Ein Patient hatte die Quarantäne verlassen, wurde aber schnell zurückgebracht. Daraufhin kam seine Frau in den Quarantänebereich. Ab da wurde das Gebäude von der Polizei bewacht, damit niemand hinein- oder herausgelangen konnte. Es erkrankten im Krankenhaus in Meschede 13 Patienten, drei Krankenschwestern und ein Besucher. Drei ungeimpfte Personen erkrankten sehr schwer, eine Schwesternschülerin starb. Die übrigen Infizierten waren geimpft. Sie erkrankten nur leicht. Obwohl geimpft und bei nur leichten Pockensymptomen erkrankten als Folge von Vorerkrankungen drei ältere Patienten.
Aus Sorge vor einer Ansteckung fehlten in der Berufsschule Meschede in einigen Klassen zeitweise mehr als die Hälfte der Schüler. Ähnlich war es in der Realschule. Eine Klasse trat sogar in einen „wilden Streik“. Generelle Schulschließungen wurden von den Behörden jedoch abgelehnt. Allerdings schickten die hessischen Behörden Schülerinnen und Schüler der Gymnasien in Willingen und Korbach in „Pockenferien“.
Die zuständigen Behörden waren anfangs bestrebt, eine Massenhysterie zu vermeiden. Dazu trugen auch Impfungen bei. Insgesamt sollten 100.000 Menschen geimpft werden. Tatsächlich wurden nur etwa 24.000 Einwohner der Kreise Meschede, Arnsberg und Lippstadt geimpft. Nach anderen Angaben waren sogar 300.000 Personen zu einer Impfung aufgerufen. Dieser Aufforderung blieben danach 270.000 Menschen fern. Unter den Ferngebliebenen gab es keine Pockenerkrankung. Nachdem die zunächst unerklärliche Erkrankung der Pflegerin bekannt geworden war, wurden die Behörden zurückhaltender in ihrer Informationspolitik. Der Kreis Meschede lehnte etwa eine Pressekonferenz ab, weil man kurz zuvor zusammengekommen sei. Erst danach wurde eine beruhigende Mitteilung veröffentlicht.
Zeitweise schien es so, als ob es gelungen sei, alle möglichen Kontaktpersonen zu identifizieren und zu isolieren. Daher schienen keine weitergehenden Maßnahmen wie Schulschließungen oder die Absage von Veranstaltungen nötig zu sein. Selbst Ärzte befürworteten, dass Karnevalsvereine keine Festveranstaltungen abzusagen brauchten. Die Hoffnung auf ein Ende des Ausbruchs war voreilig. Stattdessen kam es zu einer zweiten Erkrankungswelle. Erster Patient war ein Steinbruchunternehmer aus Suttrop bei Warstein. Die Infektion wurde aber erst festgestellt, nachdem die Person mit zahlreichen Menschen in Kontakt gestanden hatte. Es wurden 156 Personen identifiziert. Aber auch im Raum Warstein-Suttrop kam es nicht zu Einschränkungen des normalen Lebens. Im Raum Meschede gab es weitere Verdachtsfälle. Zahlreiche falsche Hinweise auf mögliche Kontaktpersonen kamen aus der Bevölkerung.
In der zweiten Welle veränderten die zuständigen Behörden ihre Informationspolitik. Sie wurde immer zurückhaltender. Telefongespräche der isolierten Personen mit der Presse mussten vom Innenministerium von Nordrhein-Westfalen genehmigt werden. Die Bildzeitung sprach von einem Maulkorb und raunte davon, dass etwas verschwiegen werden sollte. Der NRW-Innenminister Willi Weyer ordnete daraufhin an, dass gewählte Sprecher in den einzelnen Quarantänehäusern auch mit der Presse sprechen durften. Zahlreiche Fernseh- und Radiosender und die überregionale Presse berichteten ausführlich. Die Lokalpresse dagegen klagte, zu spät über relevante Sachverhalte informiert worden zu sein.
Nach 28 Tagen war am 13. Februar 1970 der Pockenausbruch im Wesentlichen vorbei. Die letzten Isolierten verließen aber erst Ende März die Quarantäne. Insgesamt forderten die Pocken vier Todesopfer. 21 Menschen waren erkrankt und 303 mussten vorsichtshalber isoliert werden.

## Massenhysterie und Sündenböcke
Neben dem medizinischen Verlauf und den Maßnahmen der Behörden hatte der Ausbruch eine gesellschaftliche Dimension. Der Ausbruch löste eine allgemeine Massenhysterie in Deutschland und darüber hinaus aus. Auch wenn Innenminister Willi Weyer demonstrativ öfter nach Meschede fuhr, beruhigte das die Situation nicht.
Wie angespannt die Stimmung war, macht eine Übung der britischen Rheinarmee um Meschede mit Panzern deutlich. Sie brachte ein hohes Aufkommen an Militärfahrzeugen mit sich und wurde von den Bürgern fälschlich als eine Abriegelung des Ortes gedeutet. Tatsächlich gab es Stimmen, die eben das verlangten. Wegen der zahlreichen Quarantänefälle wurden zahlreiche weitere Unterbringungsmöglichkeiten hauptsächlich in den Räumen Warstein und Meschede eingerichtet. Wegen der recht häufigen Nebenfolgen meldeten sich etwa in einer Sendung des Magazins Report Impfgegner zu Wort. Die mangelnde Transparenz über mögliche Impfschäden seitens der Verantwortlichen führte dazu, dass nach der Sendung die Impfbereitschaft massiv zurückging.
Ein weiterer Aspekt war, dass Menschen aus Meschede als Überträger pauschal verdächtigt wurden. Bei einer Sitzung der Gesundheitsminister der Länder wurde berichtet, dass Menschen, die mit Autos mit Mescheder Kennzeichen unterwegs waren, kein Benzin bekamen, Reisende auf Bahnhöfen abgewiesen und Briefe aus dem Ort sofort verbrannt wurden. Die Hysterie in der Bundesrepublik stand im Gegensatz zu den betroffenen Orten, wo man besorgt, aber ruhig war. Ein griechischer Arbeiter der Honselwerke, der einen schweren Arbeitsunfall erlitten hatte, wurde aus Furcht vor Pocken von verschiedenen Spezialkliniken nicht aufgenommen. Zuletzt musste er in Meschede selbst behandelt werden. Er starb einige Tage später. Vor dem Eingang einer Klinik in Duisburg hing ein Schild – Eintritt für Familie M. aus Meschede verboten. Ein Kind aus Neheim-Hüsten etwa zwanzig Kilometer von Meschede wurde in Münster nicht behandelt. Dort gab es ein Schild „Für Besucher aus Meschede gesperrt“. Ein Unternehmen ließ Briefe aus Meschede vor dem Öffnen desinfizieren, ein anderes Unternehmen verweigerte die Annahme.
Der Überträger wurde als jemand, der von einer „Gammlertour“ die Pocken eingeschleppt hatte, scharf angegriffen. Abwertend wurde in Stereotypen über den „Langhaarigen“, „Hippie“ und „Gammler“ berichtet. Die Bildzeitung titelte am 17. Januar 1970: „Hasch-Raucher schleppte Pocken ein.“ Nicht erwähnt wurde, dass bei vorangegangenen Ausbrüchen Ärzte oder Geschäftsreisende die Krankheit mitgebracht hatten. Die Seuche wurde insbesondere von der Boulevardpresse instrumentalisiert, um Jugendliche vom Drogenkonsum abzuhalten. Der Erstinfizierte und seine Familie wurden „den Wölfen zum Fraß vorgeworfen.“ Die Familie bekam zahlreiche Drohbriefe bis hin zu Morddrohungen. Allerdings kamen die Angriffe eher von außen. Aus dem Ort selbst kamen überwiegend mitfühlende Briefe.
Die Sorge um eine Ausbreitung der Krankheit führte dazu, dass zahlreiche Länder die ganze Bundesrepublik zu einem Pockengebiet erklärten. Dazu zählten zuerst Spanien, Portugal, Rumänien und Griechenland. Für die Einreise in diese Länder war ein gültiges Impfzeugnis nötig. Andere Länder kamen später dazu. Die DDR und Großbritannien verlangten von Einreisenden aus Nordrhein-Westfalen oder den Bewohnern der betroffenen Kreise eine entsprechende Bescheinigung. Auf fast allen größeren deutschen Flughäfen wurden Impfmöglichkeiten eingerichtet. Zeitweise drohte angeblich sogar der Ausschluss der deutschen Mannschaft von der Fußballweltmeisterschaft in Mexiko, wegen fehlender Impfbescheinigungen einiger Spieler. Allerdings war diese Nachricht falsch, weil sämtliche Beteiligte entsprechend geimpft waren.
Trotz bester Bedingungen blieben die Gäste in den Skigebieten des Sauerlandes aus. Die Kosten des Ausbruchs lagen bei etwa fünf Millionen Mark. Eine Million entfiel auf die medizinische Versorgung, die Impfkampagne und die Verwaltung, etwa auf vier Millionen wurden die fehlenden Einnahmen des Einzelhandels, der Gastronomie und des Tourismus geschätzt.
Bei aller Kritik beurteilten Experten der WHO und des amerikanischen Gesundheitsdienstes CDC das deutsche Vorgehen als mustergültig und optimal. Auch der Landtag Nordrhein-Westfalen stimmte dem zu. Die Massenhysterie führte er auf eine nicht so gute Informationspolitik zurück.